# Manuela de Ezquerro y Sáenz de Chavarri
Manuela de Ezquerro y Sáenz de Chávarri, (Los Arcos, Navarra, junio 1687-¿Vitoria 1768?) fue una impresora española, la primera mujer impresora de la ciudad de Vitoria y de la provincia de Álava.

## Biografía
Nació a primeros de junio de 1687 (el bautismo fue el 6 de junio) en la villa navarra de Los Arcos. Su madre se llamaba Teresa Sáenz de Chávarri y su padre Juan José Ezquerro, impresor, con imprenta en Pamplona entre 1704 y 1729, en la calle Pozoblanco. Tuvo una hermana y dos hermanos, también impresores, Pedro José Ezquerro, que sucedió a su padre desde 1722 a 1755, y Pedro Miguel , que consta como impresor en 1727.
Vivió en el domicilio familiar en la calle Mayor de Pamplona  hasta que se casó con el impresor Diego Revilla Mendoza, que ejercía su oficio en la calle San Juan de Logroño. Fruto de este matrimonio fueron sus hijas María Fermina (nacida en 1718) y Manuela (nacida el 31 de marzo de 1720). Quedó viuda tempranamente, y el 15 de enero de 1721 se casó en segundas nupcias con el también impresor Bartolomé de Riesgo y Montero, madrileño afincado en Logroño, que había sido oficial en la imprenta de Diego Revilla.
De este segundo matrimonio tuvo otros cuatro hijos María Javiera (1721), Josefa Cristina (1723), Lorenzo José (1725) (también impresor) y María Josefa Dorotea (1727). Manuela de Revilla, su segunda hija, que casó con Tomás de Robles, heredó la imprenta de su padrastro Bartolomé de Riesgo en la calle Correría y vivió en Vitoria hasta su fallecimiento en 1778. Se cree que tanto María Fermina (la primera hija de Manuela Ezquerro), como María Javiera (la tercera hija) murieron siendo niñas, ya que no se vuelve a saber nada de ellas.
En 1722 se trasladó con su familia a Vitoria, donde Bartolomé estableció una imprenta y se le dieron los títulos de impresor de la ciudad y  de la Provincia en ese mismo año.
En 1735 pasó a residir, con parte de la familia, a San Sebastián, donde Bartolomé de Riesgo estableció otra imprenta, dejando en la imprenta de Vitoria, trabajando en su nombre, a su yerno Tomás de Robles y a la hija del primer matrimonio de Manuela, Manuela de Revilla. No es hasta 1738 cuando los dejó como titulares de dicha imprenta.
A partir de 1762, Manuela se estableció de nuevo en Vitoria, cuando ya su marido se había trasladado a Venezuela al parecer trabajando con la Compañía Guipuzcoana de Caracas. Sin embargo, es probable que regresase posteriormente a San Sebastián donde moriría. Aunque no se sabe la fecha ni el lugar de su muerte, existe un escrito de 1768 de su marido, residente en Caracas y vecino de San Sebastián, en el que solicitaba un poder al alcalde de la ciudad para que haga inventario de los bienes de su esposa por haber fallecido sin haber hecho testamento.

## Trayectoria profesional
Perteneció a una amplia familia de impresores iniciada por su padre y que continuó en sus hijos y nietas, así como en sus hermanos y los descendientes de éstos.
Aprendió el oficio en el taller de su padre y es probable que lo ejerciera en las imprentas que fueron estableciendo sus dos maridos y sus hijos. Es sabido que las mujeres no podían figurar como titulares de los talleres de impresión, ya que la legislación las excluía de este oficio. Muchas de ellas, cuando quedaban viudas, se casaban de nuevo o colocaban un oficial a cargo de la imprenta mientras sus hijos llegaban a la mayoría de edad; luego solían figurar como impresores los hijos. La imprenta constituía sobre todo un negocio familiar y es muy probable que la participación de las mujeres fuese más importante de lo que podemos encontrar en la documentación.
De la actividad impresora de Manuela tenemos constancia documental a partir de 1762, en que las Juntas Generales de Alava en Santa Catalina, el 24 de noviembre de 1762, aceptan la solicitud de su hijo, Lorenzo José de Riesgo para que su madre sea nombrada “impresora de la Provincia”, en alternancia anual con Tomás de Robles, casado con su hija Manuela de Revilla y herederos de la imprenta de Bartolomé de Riesgo y que ostentaban ese título desde 1738 en que el resto de la familia se había establecido en San Sebastián. En los documentos que se aportan para este trámite, por parte tanto de su hijo como de su yerno, que escribió un contramemorial defendiendo que su imprenta detentaba dicho título, figura con el apellido cambiado por Ezquerra, de lo cual se desconocen los motivos.
Únicamente nos constan impresos con pie de imprenta de Manuela de Ezquerra de 1762 y 1763, aunque no se puede asegurar si alguno es posterior, ya que en sus impresos no suele aparecer la fecha de impresión. Por otro lado, la orla de uno de sus impresos coincide con la de un impreso editado por Bartolomé de Riesgo en 1730, lo que induce a suponer que los materiales de esta imprenta serían los que habían pertenecido a Bartolomé de Riesgo en su primera época.

### Producción[2]
La producción de impresos de Manuela de Ezquerro (Ezquerra en los pies de página) hasta ahora conocida es la siguiente:
- Decretos celebrados por esta M. N. y M. L. provincia de Alava, en sus Juntas Generales de Santa Cathalina, año de 1762, siendo Diputado General, el Señor D. Pedro Ortiz de Zarate y Guebara... . ― En Vitoria: Por Doña Manuela de Ezquèrra, Impressóra de ésta Muy Noble, y Muy Leal Provincia de Alava, [s.a.].

- Decretos hechos por esta M. N. y M. L. provincia de Alava, en sus Juntas Generales Ordinarias del mes de mayo del año de 1763, en el lugar de Foronda, siendo Diputado General el señor D. Pedro Ortiz de Zarate y Guebara... . ― En Vitoria: por Doña Manuela de Ezquerra, Impressòra de èsta M. N. y M. L. Provincia de Alava, [s.a].

- Cuenta General de los gastos ordinarios, y extraordinarios de esta Muy Noble y Muy Leal Provincia de Alava, desde el día veinte y cinco de noviembre de 1761, hasta otro tal del presente de 1762...

- Missa  in  festo Sancti  Prudentij  Episcopi Turiasonensis  et  Patroni principalis Provinciae Alabensis. ― En Vitoria : en la Imprènta nueva de Doña Manuela de Ezquerra,[s.a.]

- Razón de los lugares de las diez y ocho hermandades, que necesitan despachos del Señor Diputàdo Generál, los que se ponen por el Abecedario siguiente ... . ― En Vitoria: en la Imprènta nueva de Doña Manuela de Ezquerra, Impressora de esta Muy Noble, y Muy Leal Provincia de Alava, [s.a.]